# アレクサンドラス・ストゥルギンスキス
アレクサンドラス・ストゥルギンスキス（リトアニア語: Aleksandras Stulginskis [ɐlʲɛkˈsɐ̂ˑndrɐs stʊlʲˈɡʲɪ̂nʲsʲkʲɪs] ( 音声ファイル)、1885年2月26日 – 1969年9月22日）は、リトアニア共和国第2代大統領（在任：1920年 – 1926年）。退任後、1926年に元大統領アンターナス・スメトナがクーデターを起こすと、数時間ながら大統領代行を務めた。

## 略歴

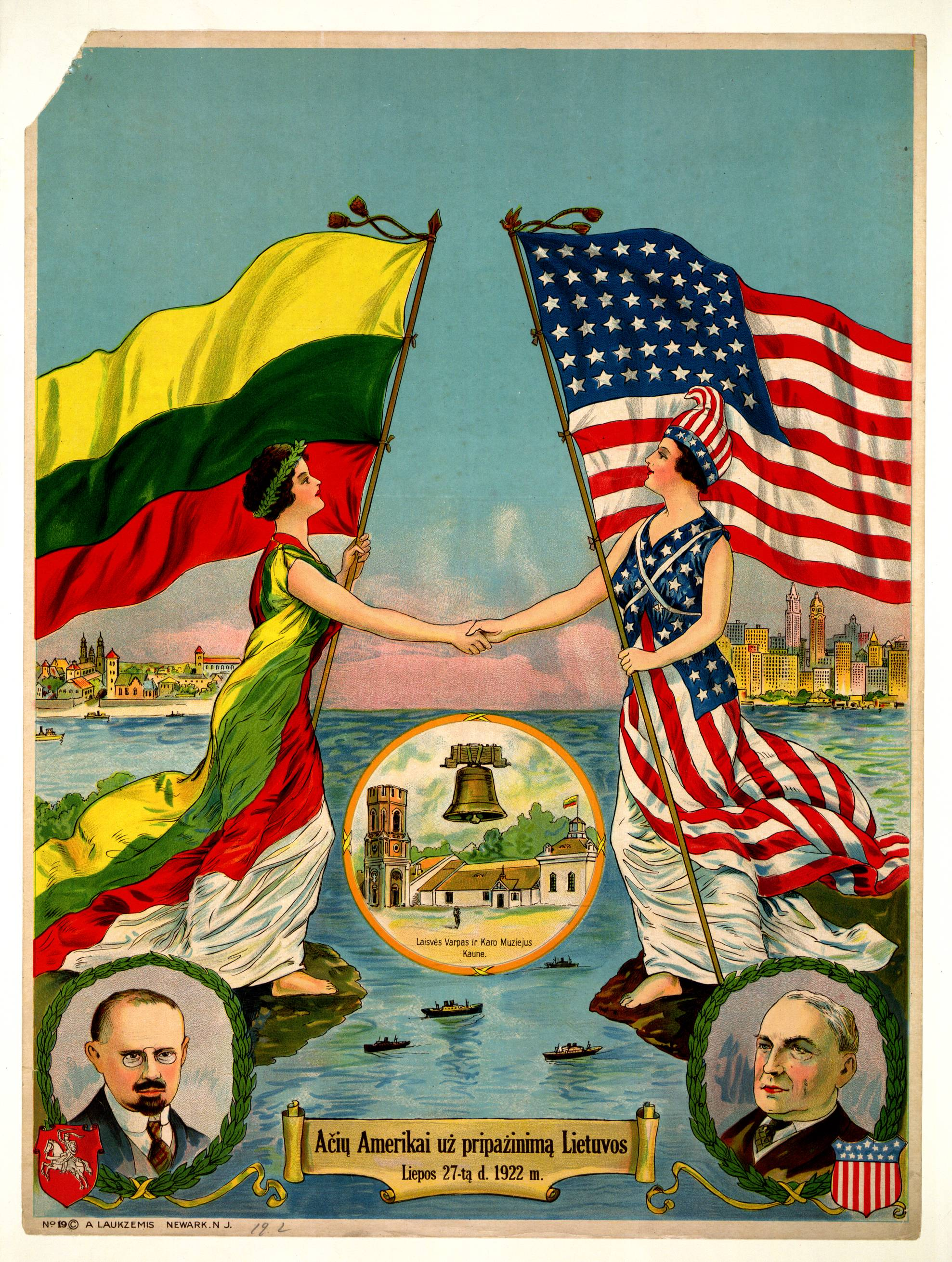
1922年のポスターに描かれているストゥルギンスキス（左）と米大統領ウォレン・G・ハーディング。

最初はインスブルック大学で神学を学んだが、やがて聖職者の道を諦め、ハレ大学農学部に移り1913年に卒業した。卒業後は帰国して農業に従事、作物栽培学の記事を書いた。1918年、『農夫』（Ūkininkas）と『農夫のカレンダー』（Ūkininko kalendorius）の2誌の出版を始めた。
第一次世界大戦中にヴィリニュスに移住してキリスト教民主党 の設立に関わり、1917年には同党の中央委員会主席を務め、米国によるリトアニアの国家承認を米大統領ウッドロウ・ウィルソン大統領に求める覚書にも署名した。同時期の政治家アンターナス・スメトナと違い、ストゥルギンスキスは連合国を支持したという。同年のヴィリニュス会議の主催者の1人であり、リトアニア評議会の委員にも選出された。
1918年2月16日、リトアニア独立宣言に署名した。リトアニアの政体については民主共和政を主張し、君主制には強く反対した。独立直後は国軍の編成に専念し、ボリシェヴィキとポーランドの侵攻に備えた。
1918年から1919年まで副首相、内相、農業相を務め、1920年から1922年までリトアニア制憲議会の議長、並びに暫定大統領を務めた。その後、1922年から1926年までリトアニア共和国大統領を務め、1926年のクーデターの後はセイマス議長に当選、1927年4月にセイマスが解散するまで務めた。
1927年に政界から引退し、リトアニア西部にある自身の農園の経営に専念したが、ときどき発言して民主制の必要性を説いた。1941年6月に妻と共にソビエト連邦内務人民委員部に逮捕され、妻はコミ共和国に移送されたがストゥルギンスキスはクラスノヤルスクのグラグに移送された。第二次世界大戦後の1952年、「戦前のリトアニアにおける反社会主義者と聖職者の政策」によりソ連から25年の懲役刑を言い渡された。
1956年に釈放され、出国を許可されたが、それを拒否してリトアニア・ソビエト社会主義共和国に戻った。以降は余生をカウナスで過ごし、1969年9月22日に84歳で死去した。リトアニア独立宣言に署名した人物では最後の存命者だった。
1924年の農業アカデミー設立に関与し、死後の2011年6月には農業アカデミーの後身であるリトアニア農業大学がアレクサンドラス・ストゥルギンスキス大学に名称変更した。

## 評価
大統領としては勤勉で、政治的野心は慎んだという。

## 関連図書
- Stulginskis, Aleksandras. Encyclopedia Lituanica V: 314-316. (1970–1978). Ed. Simas Sužiedėlis. Boston, Massachusetts: Juozas Kapočius. LCC 74-114275.
- President of Lithuania: Prisoner of the Gulag a Biography of Aleksandras Stulginskis by Afonsas Eidintas Genocide and Research Center of Lithuania  ISBN 9986-757-41-X.